# Jeon Mi-do
Jeon Mi-do (전미도?, Chŏn MidoMR; Busan, 4 agosto 1982) è un'attrice sudcoreana.
Ha debuttato nel cast corale del musical Mr. Mouse nel 2006, facendosi un nome come attrice teatrale e vincendo il premio come miglior attrice ai The Musical Award 2015 e ai Korean Musical Award 2018. È passata al piccolo schermo con il suo primo ruolo televisivo nella serie Mother (2018) e ha ottenuto un riconoscimento più ampio per la parte della dottoressa Chae Song-hwa in Hospital Playlist (2020-2021). Successivamente ha recitato nella serie Trentanove (2022) insieme a Son Ye-jin e Kim Ji-hyun.

## Biografia
Jeon Mi-do è nata il 4 agosto 1982 a Busan, unica femmina di tre figli. Ha iniziato ad aspirare a diventare un'attrice teatrale in terza elementare dopo aver visto uno spettacolo a tema sacro organizzato dalla chiesa. La visione del musical Grease mentre frequentava la Busan Dongho Information Girls' High School ha consolidato ulteriormente la sua idea. In seguito si è iscritta alla facoltà di Teatro e Cinema dell'Università Myongji a Seul, dove ha partecipato a dodici rappresentazioni prima di laurearsi.
Ha debuttato sul palco nel 2006 nel musical Mr. Mouse. Nel 2008, ha interpretato cinque ruoli diversi nell'adattamento coreano del musical Spring Awakening ed è stata lodata per la sua versatilità come attrice. Quello stesso anno ha ricevuto il premio come miglior emergente ai Korean Theater Award per la sua interpretazione di Agnese in Agnese di Dio.
Dopo un decennio dedicato al teatro, nel novembre 2017 è stata scelta per la serie televisiva Mother. Nel 2020 ha ottenuto il suo primo ruolo da protagonista in TV in Hospital Playlist, per cui si è aggiudicata il premio alla miglior recitazione agli Asia Artist Award e il premio come miglior emergente agli Asia Contents Award 2020.

## Filmografia

### Cinema
- Byeonsin (변신?), regia di Kim Hong-seon (2019)

### Televisione
- Mother (마더?) – serie TV (2018)
- Hospital Playlist (슬기로운 의사생활?) – serie TV (2020-2021)
- Trentanove (서른, 아홉?) – serie TV (2022)
- Connection (커넥션?) – serie TV (2024)
- Resident Playbook (언젠가는 슬기로울 전공의생활?, Eonjen-ganeun seulgiro-ul jeongong-uisaenghwalLR) – serie TV, episodio 10 (2025)